# ルイ・コスタ (自転車選手)
ルイ・アルベルト・ファリア・ダ・コスタ（Rui Alberto Faria da Costa、1986年10月5日 - ）は、ポルトガル・ポボア・デ・バルジン出身の自転車競技（ロードレース）選手。

1歳上の兄のマリオもプロロード選手であり、2015・16年はチームメイトだった。

## 経歴
2007年、プロ転向。
2009年、ケス・デパーニュに移籍。
2010年、10月18日、当人の実兄であるマリオ・コスタとともに、メチルヘキサナミン(Methylhexanamine)の陽性反応が確認されたため、出場停止。
2011年、4月7日、チーム・モビスターと契約を結んだ。ツール・ド・フランス第8ステージにてそれまでのキャリア最大の勝利を挙げる。続いて、グランプリ・シクリスト・ド・モンレアルにて優勝し、ワンデーレースでの強さも見せた。
2012年、ツール・ド・スイス第2ステージの超級山岳を制し、総合ジャージを最終ステージまで守りきり総合優勝を獲得した。
2013年、ツール・ド・スイスで２年連続の総合優勝を挙げ、続く世界選手権ではホアキン・ロドリゲスとの一騎討ちを制し、世界王者に輝いた。
2014年、ランプレ・メリダに移籍。ツール・ド・スイスで３度目の総合優勝を挙げ、史上初の大会3連覇を成し遂げた。
2017年、チームの所属がアラブ首長国連邦に変わってからの地元レースアブダビ・ツアーにて、山岳コースである第3ステージを制し、総合優勝を果たした。
2023年、アンテルマルシェ・サーカス・ワンティへ移籍。

## 主な戦績

### 2008年
- ツール・ド・ラヴニール　総合2位

### 2009年
- ダンケルク4日間レース　総合優勝、新人賞
- ブエルタ・チワワ・インテルナシオナル　総合3位（第3ステージ優勝）

### 2010年
- トロフェオ・デイア　優勝
- ダンケルク4日間レース　総合2位、新人賞
- ツール・ド・スイス　区間優勝(第8ステージ)
- ポルトガル選手権　優勝（個人タイムトライアル）

### 2011年
- ブエルタ・ア・ラ・コムニダ・デ・マドリー　総合優勝
- ツール・ド・フランス　区間優勝(第8ステージ)
- グランプリ・シクリスト・ド・モンレアル　優勝
- 世界選手権・個人ロードレース　15位

### 2012年
- ツール・ド・ロマンディ　総合3位
- ツール・ド・スイス　総合優勝(第2ステージ優勝)
- ツール・ド・フランス　総合18位
- ロンドン五輪・個人ロード　13位
- GP西フランス・プルエー　2位
- グランプリ・シクリスト・ド・ケベック　3位
- グランプリ・シクリスト・ド・モンレアル　8位
- ロードレース世界選手権・個人ロードレース　11位
- ツアー・オブ・北京　総合9位
- UCIワールドツアー　総合10位

### 2013年
- クラシカ・プリマベーラ　優勝
- リエージュ〜バストーニュ〜リエージュ　9位
- ツール・ド・ロマンディ　総合3位
- ツール・ド・スイス　総合優勝(第7,9ステージ優勝)
- ポルトガル選手権　優勝（個人タイムトライアル）
- ツール・ド・フランス　区間優勝（第16、19ステージ）
- 世界選手権・個人ロード　優勝
- ツアー・オブ・北京　総合4位

### 2014年
- ヴォルタ・アン・アルガルヴェ　総合3位、ポイント賞
- パリ〜ニース　総合2位
- ツール・ド・ロマンディ　総合3位
- ツール・ド・スイス　総合優勝(第9ステージ優勝)
- グランプリ・シクリスト・ド・モンレアル　2位

### 2015年
- クリテリウム・ドュ・ドフィネ　総合3位（第6ステージ優勝）
- ポルトガル選手権　優勝（ロードレース）
- グランプリ・シクリスト・ド・モンレアル　3位

### 2017年
- ブエルタ・ア・サンフアン　区間優勝（第5ステージ）
- アブダビ・ツアー　総合優勝（第3ステージ優勝）

### 2020年
- サウジ・ツアー（英語版）　区間優勝（第1ステージ）
- ポルトガル選手権　優勝（ロードレース）

### 2023年
- トロフェオ・カルビア 優勝
- ボルタ・ア・ラ・コムニタ・バレンシアナ  総合優勝（第5ステージ優勝）
- ブエルタ・ア・エスパーニャ 区間優勝（第15ステージ）
- ジャパンカップサイクルロードレース 優勝